# Clodio González Pérez
Clodio González Pérez, nacido en Cenlle el 16 de septiembre de 1947, es un maestro (jubilado), etnógrafo, historiador y conferenciante gallego, miembro correspondiente de la Real Academia Gallega, de abundante producción humanística.

## Trayectoria
Ejerce la labor docente hasta 2012. Participó en varias campañas de excavaciones arqueológicas (La Lanzada, Puerta de Arcos-Rodeiro, Pipín-El Hío etc.) con Francisco Fariña Busto, y trabajos etnográficos de campo en Galicia y León con Xosé Manuel González Reboredo.
Es miembro de la sección de Arte Popular, del patronato y de la junta rectora -secretario, 1992-1997- del Museo del Pueblo Gallego; de la sección de Antropología Cultural del Consello da Cultura Galega.; del Instituto de Estudios Tudenses; del Instituto de Estudios de las Identidades del Museo del Pueblo Gallego; vocal suplente de la comisión de Patrimonio Histórico Gallego de la provincia de la Coruña en representación del Consello da Cultura Galega etc. Perteneció a la sección de Etnografía y Folklore del Instituto de Estudios Gallegos Padre Sarmiento (secretario, 1984-1994) y a la “Fundación Pro–Patrimonio de Rois”, y fue representante del Consello da Cultura Galega en la Comisión Técnica de Etnografía órgano asesor de la Consellería de Cultura e Deporte.
Formó parte del equipo asesor del consejo consultivo de la Enciclopedia Gallega Universal, y fue asesor y colaborador de la Gran Enciclopedia Gallega Silverio Cañada, coordinador de las colecciones “Nuestros humoristas” de Ed. del Castro, y “Raigambre” de Ir Yendo Ediciones, y desde 2013 es director adjunto y coordinador de la Editorial Toxosoutos.

## Obra
En 1965 publicó los primeros artículos, y vio colaborando desde entonces en periódicos, revistas, actas de congresos y libros, sobre cultura popular, etnografía e historia: La Voz de Galicia (suplemento “Lana Voz de lana Escuela”, 1983-1988), Faro de Vigo (suplemento “Artes y Letras”, 1983-1985), El Correo Gallego (2000-2003), Galicia Hoy (2003-2011) etc., y en las revistas Encrucijada, Museo de Pontevedra, Boletín Avriense, Grial, Cuadernos de Estudios Gallegos, Pontevedra Arqueológica, Brigantium, Anuario Brigantino, Gallaecia, Portugalia etc.

### Publicaciones
- Sano Pedro de Angoares. Módulo para lana memoria de una parroquia, Museo de Pontevedra – Fundación Pedro Barrié de lana Maza, 1975
- Los mayos, Ayuntamiento de Santiago de Compostela – Museo del Pueblo Gallego, 1984
- La Coca, Ayuntamiento de Redondela, 1987
- Las penlas y la danza de espadas, Ayuntamiento de Redondela, 1987
- El refranero del mar, Diputación de Pontevedra, 1988 (2ª ed. Ed. del Castro, 1993)
- La fiesta de los mayos, Ediciones Ir Yendo, 1989, ISBN 84-7680-014-2
- La fiesta de los mayos en Galicia (Una aproximación histórico-antropológica), Diputación de Pontevedra, 1989, ISBN 84-86845-17-3
- La apicultura tradicional en el ayuntamiento de Navia de Suarna (Lugo), Diputación de Lugo, 1989
- El ayuntamiento de Rois: Historia, economía y arte. Catálogo arqueológico, artístico y monumental, Ayuntamiento de Rois, 1990, ISBN 84-505-9820-6
- Las fiestas cíclicas del año, Museo del Pueblo Gallego, 1991, ISBN 84-600-7897-3
- La coca y el mito del dragón, Ir Yendo Ediciones, 1993, ISBN 84-7680-127-0
- La producción tradicional del hierro en Galicia: Las grandes ferrerías de la provincia de Lugo, Diputación de Lugo, 1994, ISBN 84-86824-49-4
- Xesús Hierro Couselo: vida y obra, Ed. Toxosoutos, 1996, ISBN 84-89129-19-3
- Meendiño, Martín Codax y Xoán de Cangas, Ed. Toxosoutos, 1997, ISBN 84-89129-42-8
- Roberto Blanco Torres: vida y obra, Ed. Toxosoutos, 1998, ISBN 84-89129-22-3
- Antonio Fraguas Fraguas: profesor, xeógrafo, historiador, antropólogo: gallego de bien, Ed. Ir Yendo, 1998, ISBN 84-7680-274-9
- Brión. Historia, economía, cultura y arte, Ayuntamiento de Brión - Ed. Toxosoutos, 1998, ISBN 84-89129-09-6
- Eladio Rodríguez González: vida y obra, Ed. Toxosoutos, 2000, ISBN 84-95622-03-3
- Los cruceros, Museo del Pueblo Gallego, 2003
- Xaquín Lorenzo Fernández (Xocas) 1907-1989, Ed.Toxosoutos, 2004, ISBN 84-96259-08-0
- Xaquín Lorenzo Fernández “Xocas”, Junta de Galicia, 2004
- Historia del traje gallego, Junta de Galicia, 2005, ISBN 84-453-4196-0
- Xosé María Álvarez Blázquez 1915-1985, Ed. Toxosoutos, 2008, ISBN 84-96673-36-6
- El traje tradicional gallego, Ed. Nigra-Trea, 2014, ISBN 978-84-15-07836-4
- Los mayos en Redondela, Ayuntamiento de Redondela, 2014
- Ayuntamiento de Lousame. Patrimonio arqueológico, histórico, artístico y arquitectónico, Ayuntamiento de Lousame – Ed. Toxosoutos, 2014

### Publicaciones colectivas
- Historia de Puenteareas, Ayuntamiento de Puenteareas, 1983, ISBN 84-500-9173-X.
- Castelao, Ministerio de Cultura, Madrid, 1986,
- Antropología y Etnografìa de lanas cercanías de lana Sierra de Ancares, II, Diputación de Lugo, 1991.
- Fermín Bouza Brey, estudios y escolmas, Junta de Galicia, 1992, ISBN 84-453-0410-0.
- Sociedad y Tecnología tradicionales del valle de Ancares, Consello da Cultura Galega, 1997, ISBN 84-87172-13-X
- Pontevedra, Ed. Mediterráneo, Madrid, 1998.
- Galicia hace dos mil años. El hecho diferencial Gallego, II, Museo del Pueblo Gallego, 1998.
- Galicia-Antropología, XXIV, Hércules de Ediciones, A Coruña, 1998.
- Castelao. Exposición 50 aniversario, Fundación Caixa Galicia, A Coruña, 2000.
- O Ribeiro. El vino de la cultura. La cultura del vino, Mirabel Editorial, 2001.
- Nos colindantes de la galleguidad: Estudio antropológico del valle de Fornela. Etnohistoria, Etnomusicoloxía, Etnografía, Consello da Cultura Galega, 2002, ISBN 84-95415-56-9.[2]
- Historia y arte en la “Casa Grande del pozo”, Fundación Caixa Galicia, A Coruña, 2002.
- O Ribeiro: Terra, agua y vino, Diputación de Ourense, 2003, ISBN 84-96011-40-2.
- Cruces y cruceros antiguos de Vilagarcía de Arousa, Diputación de Pontevedra – Museo del Pueblo Gallego, 2003. ISBN 84-8457-169-6.
- Lana iglesia y él cementerio de Santa María a Noticia de Noia, Diputación de la Coruña, 2003, ISBN 84-95950-45-6.
- Xoaquín Lorenzo, Una fotobiografía, 1907 -1989, Ed. Generales – Museo del Pueblo Gallego – Consello da Cultura Galega, 2004.
- Te levanta, Mayo..., Ayuntamiento de Ourense, 2004.
- Cuentos de vigas, animales, tontos y un ensayo, Junta de Galicia, 2004.
- Minaría. Expedientes de explotaciones mineras en el Archivo Histórico Provincial de Lugo, Junta de Galicia, 2004.
- El vino. Conversaciones en el Ribeiro. Encuentros con la tradición, Asociación “Álvaro de las Casas”, Esposende - Ribadavia, 2005.
- Arte y cultura de Galicia y Norte de Portugal”, Nueva Galicia Ediciones, Vigo, 2006.
- La Ganadería, tesoro de Galicia, Junta de Galicia –  Ternera Gallega – Museo del Pueblo Gallego, 2006.
- Román Martínez de Montaos, un facendista gallego del siglo XIX : Porto do Son, 1776-Vigo, 1856, Ed. Toxosoutos, 2006, ISBN 84-96673-05-7.
- Antonio Fraguas Fraguas, 1905-1999, Museo del Pueblo Gallego, 2006.
- Tiempos de fiesta en Galicia, I. Entre los Reis y el mes de mayo, Fundación Caixa Galicia, 2006.
- Acercamiento a la indumentaria tradicional gallega. El traje de Muros, Diputación de la Coruña, 2008.
- La Semana Santa en Galicia, I, Hércules de Ediciones, A Coruña, 2008.
- Tiempos de fiesta en Galicia, II. Entre el Corpus y el mes de agosto, Fundación Caixa Galicia, 2008.
- Las barandas de hierro de los corredores y balcones del Ribeiro, Diputación de Ourense, 2008.
- Mar adelante: Las jornadas de los Ultreias, Junta de Galicia – Asociación Álvaro de las Casas – Fundación Premios Crítica Galicia, 2008
- Las caras del Carnaval ourensano, Diputación de Ourense, 2009.
- La pesca de la lamprea en el río Tambre. Historia, artes y gastronomía, Ed. Toxosoutos, 2010.
- Fermín Bouza Brey. Juez y Galleguista, Asociación de Funcionarios para la Normalización Lingüística, Vigo, 2011.
- Monção, entre muralhas, com tantas puertas quantos los sentidos, Casa Museu de Monção – Universidad del Minho, 2014.
- La fiesta de los mayos de Marín, Diputación de Pontevedra, 2014.
- Piornedo. Una comunidad de alta montaña de los Ancares. Ayuntamiento de Cervantes, Difusora de Letras, Artes e Ideas - Diputación de Lugo, 2015.
- Alrededor de las Hermandades del habla, Generales, 2016.

### Ediciones y antologías
- Castelao: cosas de niños, Ediciones Castrelos, Vigo, 1976.
- Nuestros humoristas: Castelao, Ed. del Castro, 1982.
- Nuestros humoristas: Vidales Tomé, Ed. del Castro, 1982.
- Nuestros humoristas: Padín, Ed. del Castro, 1983.
- Nuestros humoristas: Maside, Ed. del Castro, 1983, ISBN 84-95622-40-8.
- Nuestros humoristas: Xaime Prada, Ed. del Castro, 1984, ISBN 84-95622-88-2.
- Nuestros humoristas:Torres, Ed. del Castro, 1985.
- Castelao: caricaturas y autocaricaturas, Ediciós del Castro, 1986, ISBN 84-7492-286-0.
- Nuestros humoristas: Cebreiro, Ed. del Castro, 1986.
- Historia civil y eclesiástica de lana ciudad de Tuy y su obispado de F. Ávila y Lana Cueva, Consello da Cultura Galega, 1995.
- Roberto Blanco Torres: Artículos y poemas gallegos, Ed. Toxosoutos, 1999.
- Atomé. El dibujante y humorista de Santa Comba, Asociación Cultural “Comarca del Xallas”, Santa Comba, 2000.
- "Cosas de la vida” en el Faro de Vigo, por Castelao, Consello da Cultura Galega, 2001.
- Meco-Moro-Agudo: Epítetos de él impostor Mahoma... Fr. Martín Sarmiento, Ed.Toxosoutos, 2001.
- Disertación sobre lanas eficaces virtudes y uso de lana planta llamada carquesa, conocida en Galicia por él nombre de Carqueixa,... Escribiola él Rmo. P. M. Fr. Martín Sarmiento, Ed. Toxosoutos, 2002, ISBN 84-95622-40-8.
- Vasco de la Ponte: Relación de algunas casas y linajes del reino de Galicia, Ed.Toxosoutos, 2008.
- Magos y astrólogos de la Inquisición de Galicia y el famoso libro de Sano Cibrán de Bernardo Barreiro, Ed. Toxosoutos, 2008.
- El Gran Libro de Sano Cibrán o Tesoro del Hechicero, Ed. Toxosoutos, 2014.

## Premios y reconocimientos
- Premio Ayuntamiento de Puenteareas, 1983 por Aproximación a lana historia de Puenteareas.
- Premio Artes y tradiciones populares (premio A lana mejor labor continuada en prensa) del Ministerio de Cultura, en 1984, 1985, 1986 (mención de honra) y 1987 (ex aequo), por la colaboración en el suplemento “Lana Voz de lana Escuela” de La Voz de Galicia.
- Premio de Investigación 1987 de la Diputación de Pontevedra, por La fiesta de los mayos en Galicia (Una aproximación histórico-antropológica al Ciclo de Mayo).
- Premio El Mayo de la Asociación de Vecinos Casco Viejo de Vigo, 1990, por el libro anterior.
- Premio del concurso periodístico “El castillo de Sobroso y D. Alejo Carrera Muñoz", Ayuntamiento de Puenteareas, 1992.
- Premio de Investigación 1992 de la Diputación de Pontevedra, por La producción tradicional del hierro en Galicia: las grandes ferrerías de la provincia de Lugo.
- Coruxa de honra, 1999 del Museo del Humor de Fene.
- Premio Gourmand World Wine Books Award 2001 a la mejor obra sobre el vino publicada en el mundo por el libro colectivo O Ribeiro. El vino de la cultura. La cultura del vino.
- 1º Premio de Investigación Etnográfica “VII Romería Etnográfica Raigame”, Vilanova de los Infantes, 2008, por Las barandas de hierro de los corredores y balcones del Ribeiro.
- Premio Lois Peña Nuevo, 2013.
- Cofrade de honra de la Cofradía de Mareantes Sano Miguel de Marín, 2014, por los trabajos sobre nuestra cultura, tradición y difusión.
- Premio Adolfo Enríquez de la Romería Etnográfica Raigame, Vilanova de los Infantes, 2016.
- Socio de Honra de la Asociación del Traje Gallego, 2016, por las publicaciones sobre el atuendo tradicional.